# Henri Fargues
Henri Fargues, né le 13 mars 1757 à Saint-Jean-Pied-de-Port (Basses-Pyrénées), mort le 24 septembre 1804 à Auteuil, est un homme politique français.

## Biographie
Fargues s'occupe d'affaires commerciales en Espagne, avant d'être nommé maire de Saint-Jean-Pied-de-Port, où il devient peu après juge de paix. Le 7 mars 1793, la France déclare la guerre à l'Espagne, et Fargues entre dans l'armée, où il se distingue, créant les chasseurs basques. Arrêté sous la Terreur, il est relâché presque aussitôt sur parole. Devenu président du directoire de son département, il est élu le 23 vendémiaire an IV, par 237 voix sur 283 votants, député des Basses-Pyrénées au Conseil des Cinq-Cents. Le 25 germinal an VII, il entre au Conseil des Anciens, où il collabore au coup d'État du 18 Brumaire, qui porte le général Bonaparte au pouvoir.
Le 19 brumaire, il fait partie de la commission intermédiaire chargée du pouvoir législatif, avant d'être nommé, le 3 nivôse an VIII membre du Sénat conservateur, dont il devient trésorier en 1803. Peu après, il préside le collège électoral du département des Basses-Pyrénées. Il est fait chevalier de la Légion d'honneur le 9 vendémiaire an XII, commandeur le 25 prairial de la même année.
Il meurt subitement à Auteuil le 23 septembre 1804. Après sa mort, son fils devient intendant en Espagne, sous-préfet d'Autun, puis préfet de la Haute-Marne.